# Talara decepta
Talara decepta är en fjärilsart som beskrevs av William Schaus 1905. Talara decepta ingår i släktet Talara och familjen björnspinnare. Inga underarter finns listade i Catalogue of Life.